# Quebracho
Quebracho (Schinopsis lorentzii) este un arbore din familia anacardiaceelor, care crește în regiunile tropicale și subtropicale ale Americii de Sud.
Lemnul său este foare dur, având densitatea de 1,3 kg/m3 și un conținut de 17-25% substanțe tanante.
Este utilizat ca material de construcții și pentru obținerea extractului tanant.
În prezent, circa o treime din producția mondială de tanin se obține din lemnul de rădăcină de quebracho.